# Grupo Modesto Cerqueira
Grupo Modesto Cerqueira (também chamado de Grupo MC ou GMC) é um conglomerado empresarial brasileiro fundado pelo empresário Modesto Cerqueira na cidade de Feira de Santana no estado da Bahia em 1972. O grupo atua nos segmentos automotivo, com lojas distribuidoras de veículos terrestres, e midiático, com a TV Subaé, esta última em sociedade com a Rede Bahia.
Trata-se de um negócio familiar herdado de um empresário fundador em que a administração das revendas não está unificada, por problemas entre os sócios que são parentes entre si, mas possuem participações acionárias nem sempre iguais em cada uma das empresas do grupo. Além do aspecto familiar, o grupo conta com conexões com a política baiana, dado que um dos membros da família Cerqueira, Noide Cerqueira (terceiro filho do fundador) foi político filiado ao Movimento Democrático Brasileiro (MDB) e depois ao Partido da Frente Liberal (PFL), vereador na Câmara Municipal de Feira de Santana por quase dez anos (eleito pela primeira vez em 1966 até a renúncia em janeiro de 1975), deputado federal por uma legislatura (1975 a 1979) e secretário municipal na gestão do prefeito de Feira de Santana José Falcão da Silva (este também filiado ao PFL). Modesto Cerqueira morreu em 1994 e Noide Cerqueira, em 1995.

## História
O grupo empresarial foi iniciado a partir de negócios do empresário Modesto Cerqueira em torno de automóveis em Feira de Santana, incluindo autopeças, carros importados e concessão da marca DKW. Na década de 1970, o grupo foi fundado com distribuidoras de veículos com concessão das fabricantes automobilísticas, ambas em Feira de Santana. Em 1972 o empresário fundou a Norauto, loja de revenda oficial de veículos da Ford, e em 1976, a Jacuípe Veículos, concessionária da montadora FIAT.
Na década de 1980, as atividades do grupo foram diversificadas ao entrarem no segmento das telecomunicações e foi constituída a Subaé Participações para administrar os bens dos sócios do grupo. O Feira Hoje, um jornal de circulação diária, foi comprado em fevereiro de 1983 da família Falcão. Também nessa época, o Governo Federal do Brasil aumentou o número de concessões públicas para novas emissoras de televisão no país. Nesse contexto, o ministro das Comunicações era o político empresário baiano Antônio Carlos Magalhães (ACM). A Rede Globo por sua vez, para crescer em número de afiliadas e sua cobertura, auxiliava a implantação de novas emissoras afiliadas com envio de profissionais por meio do Núcleo de Implantação de Afiliadas da Rede Globo. Dessa forma foi inaugurada em 1.º de junho de 1988 a TV Subaé, primeira emissora de televisão afiliada à Rede Globo fora da capital baiana. Na segmento da comunicação, o grupo chegou a formar a Rede Baiana de Comunicação (RBC), composta pela TV Subaé, pela Rádio Subaé, a Revista Hoje e o jornal Feira Hoje. Em novembro de 1989, este último foi vendido para Pedro Irujo (Sistema Nordeste de Comunicação); e, em abril de 1998, o grupo vendeu metade das ações da TV Subaé para o Grupo TV Bahia. A emissora, que já era afiliada à TV Bahia de Salvador, passou a integrar em 2 de julho a Rede Bahia de Televisão.
Em agosto de 1996, a Morena Veículos, empresa do grupo estabelecida em Salvador, recebeu a homologação da Ford Motor Company para ser concessionária dessa fabricante. Além da primeira loja na Avenida Professor Magalhães Neto, no bairro do STIEP, a Morena abriu sua segunda loja em 2001, no bairro do Rio Vermelho, também em Salvador. Nesse início de década, foi premiada no Top of Mind 2002 e no Chairman's Award 2002 e 2003.
Junto com a Indiana Veículos, promoveram a fusão entre a Indiana Caminhões e a Morena Caminhões para formar a Anira Caminhões, na época o único distribuidor de caminhões da Ford Caminhões em Salvador. A composição acionária da nova empresa era dividida igualmente e a cada dois anos as empresas sócias se revezavam na administração da Anira. Posteriormente em 2003, a Indiana vendeu sua participação à Morena Veículos pela falta de resultados financeiros e participação no mercado esperados.
A microempresa SetCar foi fundada para auxiliar a Ford do Brasil no porto na Baía de Todos-os-Santos rumo ao Polo Industrial de Camaçari. Mais tarde, a SetCar passou exercer outros serviços, na Morena, durante a ociosidade entre as chegadas de lotes de veículos ao porto.
Em 2007, a empresa revendedora Jubiabá Euro foi fundada em Feira de Santana pelos sócios Modezil Ferreira de Cerqueira, Florisberto Ferreira de Cerqueira e Luiz José Pimenta. A então terceira concessionária da montadora Renault na Bahia foi inaugurada no ano seguinte, em 13 de fevereiro de 2008, em um terreno de 1 600 metros quadrados na Avenida Presidente Dutra, bairro dos Capuchinhos. Nesse período, o grupo era composto por dezesseis empresas e era presidido por Modezil Cerqueira. Desde 2007 o grupo mantém um projeto com a Prefeitura Municipal de Feira de Santana chamado "Projeto Plante Vida", destinado à doação de uma muda vegetal a cada veículo vendido pelas concessionárias do grupo a fim da arborização do município.
Em 2009, foi apontado que o faturamento anual do grupo era de 570 milhões de reais.
Em agosto de 2009, foi inaugurada a loja concessionária Brune Veículos na Avenida Paralela, em Salvador, para a venda de veículos da montadora Renault.
Em 2012, foi anunciado o investimento de 50 milhões de reais para abertura de duas lojas concessionárias em Salvador. Ambas situadas em uma área de 20 mil metros quadrados na Avenida Luís Eduardo Magalhães, as lojas visam a venda de produtos da General Motors (GM), dado o lançamento planejado pela montadora de sete modelos novos para esse ano. Parte da área foi destinada para Docas Veículos vender os produtos da marca Chevrolet daquela montadora, enquanto, na outra parte, à Ford Morena caberia a venda de veículos da montadora Ford Motor Company.
No início de 2013, o grupo pediu concordata. À época desse processo de recuperação judicial, eram 22 empresas — 18 somente no segmento automotivo.
Em 2016, no ano em que completou 35 anos de fundação, a loja concessionária de carros Jacuípe Veículos, em Feira de Santana, venceu pela quarta vez o prêmio Top of Mind de Feira. A pesquisa levantou as marcas mais lembradas por consumidores em vinte categorias, dentre as quais a revenda de veículos nacionais. Foi nessa categoria em que a Jacuípe, concessionária de carros da FIAT, foi vencedora com o percentual de 8,9% das pessoas entrevistadas.

## Empresas
São empresas do grupo:
- Anira Caminhões, empresa concessionária da Ford Caminhões em Simões Filho
- Brune Veículos, empresa concessionária da Renault em Salvador
- Jacuípe Veículos, empresa concessionária da FIAT em Feira de Santana
- Jubiabá Euro, empresa concessionária da Renault em Feira de Santana
- Jubiabá Korea, empresa concessionária da Hyundai em Feira de Santana e Salvador
- Morena Veículos, empresa concessionária da Ford em Salvador e Petrolina
- Norauto Automóveis, empresa concessionária da Ford em Feira de Santana
- Norauto Caminhões, empresa concessionária da Ford Caminhões em Feira de Santana
- TV Subaé, emissora de televisão afiliada à Rede Bahia de Televisão e à Rede Globo de Televisão em Feira de Santana